# 모닝구무스메 전 싱글 커플링 컬렉션
모닝구무스메 전 싱글 커플링 컬렉션(モーニング娘。全シングル カップリングコレクション, Morning Musume All Singles Coupling Collection)은 2009년 10월 7일에 발매된 모닝구무스메의 첫 번째 커플링 베스트 앨범(4번째 베스트 앨범)이다.

## 수록곡

### DISC1
1. 愛の種 / 사랑의 씨앗
2. A MEMORY SUMMER '98
3. 例えば / 만약
4. Happy Night
5. Never Forget
6. 恋の始発列車 / 사랑의 시발열차
7. 忘れらんない / 잊을 수 없어
8. 21世紀 / 21세기
9. 恋はロケンロー / 사랑은 록앤롤
10. 通学列車 / 통학열차
11. あこがれ My Boy / 좋아하는 My Boy
12. インスピレーション! / 인스피레이션!
13. でっかい宇宙に愛がある / 커다란 우주에 사랑이 있다
14. ポップコーンラブ! / 팝콘 러브!

### DISC2
1. モーニングコーヒー(2002version) / 모닝 커피 (2002version)
2. ちょっとイカした PURE BOY / 조금 멋진 PURE BOY
3. 純LOVER / 준LOVER
4. 宝石箱 / 보석상자
5. Never Forget (Rock Ver.)
6. 涙にはしたくない / 눈물은 흘리고 싶지 않기에
7. 恋ING / 사랑ING
8. 出来る女 / 할 수 있는 여자
9. ファインエモーション! / Fine Emotion!
10. がんばれ 日本 サッカー ファイト! / 파이팅 일본 축구 파이팅!
11. 寝坊です。デートなのに… / 지각입니다. 데이트인데...
12. ラヴ&ピィ〜ス! HEROがやって来たっ。 / 러브 & 피스! HERO가 온다.
13. NATURE IS GOOD!
14. 愛と太陽に包まれて / 사랑과 태양에 감싸여

### DISC3
1. 恋は発想 Do The Hustle! / 사랑은 발상 Do The Hustle!
2. チャンス チャンス ブギ / Chance Chance Boogie
3. わたしがついてる。 / 내가 곁에 있어.
4. 踊れ! モーニングカレー / 춤춰라! 모닝 카레
5. サヨナラのかわりに / 안녕이라는 말 대신
6. Hand made CITY
7. Please! 自由の扉 / Please! 자유의 문
8. ボン キュッ! ボン キュッ! BOMB GIRL / 본큐! 본큐! BOMB GIRL
9. その場面でビビっちゃいけないじゃん! / 거기서 겁먹으면 안 되잖아!
10. ロマンス / 로망스
11. 弱虫 / 겁쟁이
12. 3、2、1 BREAKIN'OUT!
13. 秋麗 / 화창한 가을
14. すべては愛の力 / 모든 것은 사랑의 힘

## 차트 및 판매량
- 주간최고순위 17위 (오리콘 차트)